# La Ferrière-Bochard
La Ferrière-Bochard è un comune francese di 722 abitanti situato nel dipartimento dell'Orne nella regione della Normandia.

## Società

### Evoluzione demografica
Abitanti censiti